# Phycodes

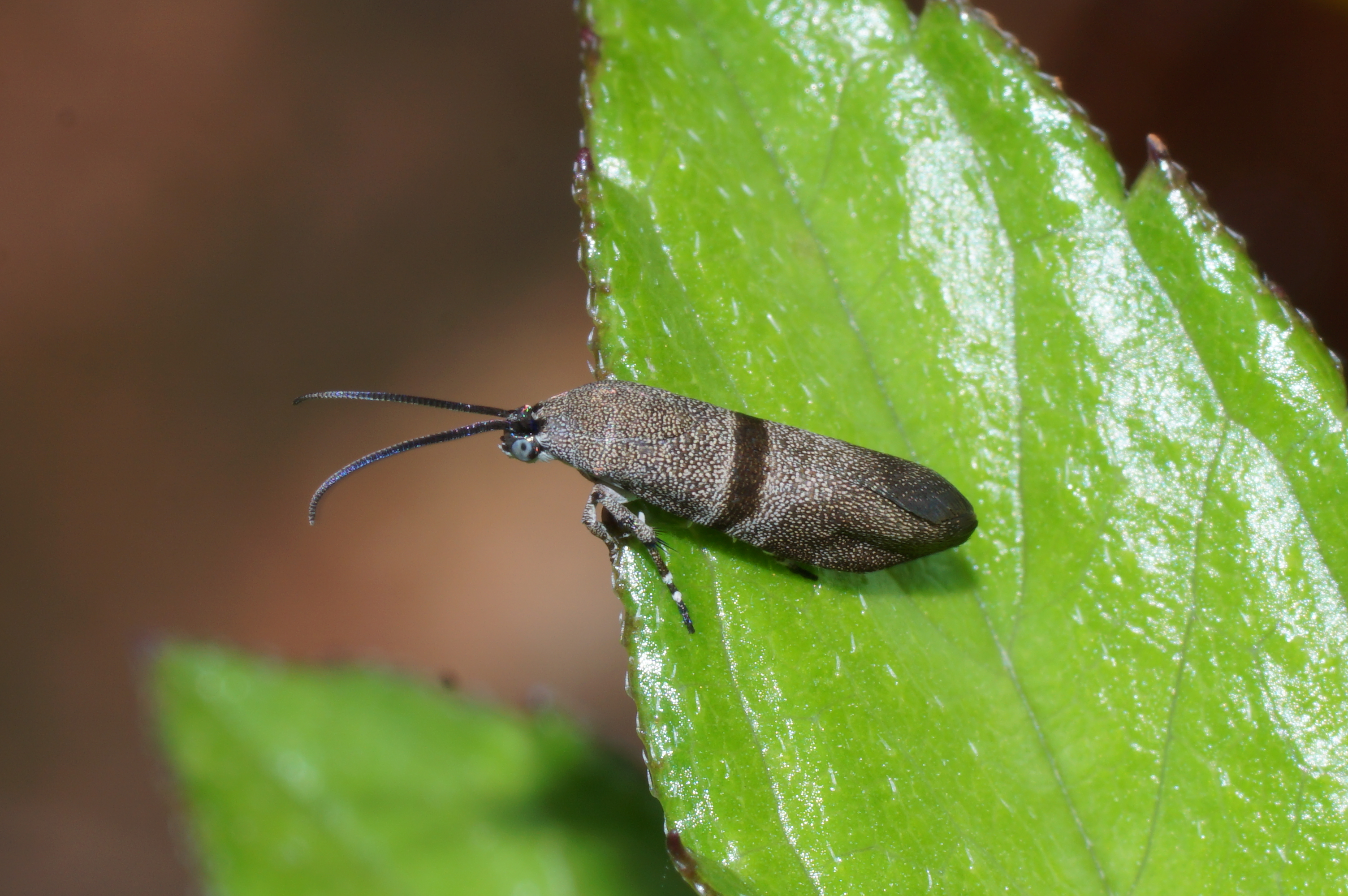
Phycodes minor

Phycodes es un género de polillas de la familia Brachodidae. Fue descrito por primera vez por Achille Guenée en 1852. Se encuentra en África y Asia.

## Especies
- Phycodes celebica Kallies, 1998
- Phycodes chalcocrossa Meyrick, 1909
- Phycodes chionardis Meyrick, 1909
- Phycodes interstincta Kallies & Arita, 2011
- Phycodes maculata Moore, 1881
- Phycodes minor Moore, 1881
- Phycodes penitis Diakonoff, 1978
- Phycodes punctata Walsingham, 1891
- Phycodes radiata Ochsenheimer, 1808
- Phycodes substriata Walsingham, 1891
- Phycodes taonopa Meyrick, 1909
- Phycodes tortricina Moore, 1881

## Antiguas especies
- Phycodes adjectella Walker, 1863
- Phycodes albitogata Walsingham, 1891
- Phycodes bushii Arita, 1980
- Phycodes eucallynta Meyrick, 1937
- Phycodes limata Diakonoff & Arita, 1979
- Phycodes mochlophanes Meyrick, 1921
- Phycodes morosa Diakonoff, 1948
- Phycodes omnimicans Diakonoff, 1978
- Phycodes pseliota Meyrick, 1920
- Phycodes seyrigella Viette, 1955
- Phycodes superbella se rebela, 1931
- Phycodes tertiana Diakonoff, 1978
- Phycodes toulgoetella Viette, 1955
- Phycodes venerea Meyrick, 1921